# Bengeboglárka

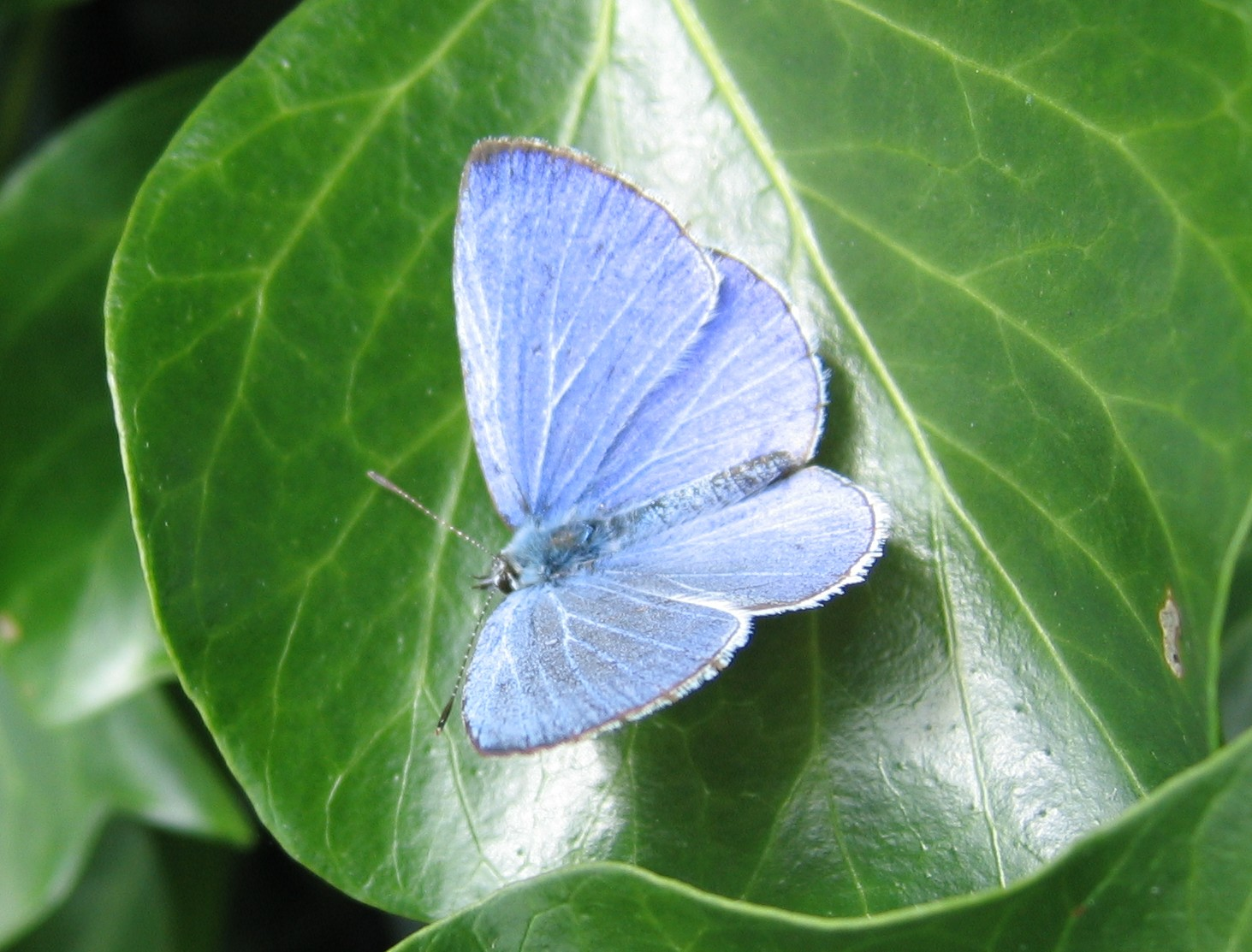
Hím példány

A bengeboglárka (Celastrina argiolus) a lepkék (Lepidoptera) rendjében, ezen belül a boglárkalepkék (Lycaenidae) családjának egyik faja.

## Származása, elterjedése
Eurázsia mérsékelt éghajlatú részein él, kelet felé egészen Japánig. Elterjedési területe felöleli a teljes Mediterráneumot, így annak észak-afrikai részeit is. Magyarországon közönséges (a borostyán és a magyal telepítésének köszönhetően a lakott területeken is erőteljesen terjeszkedik).
Észak-Amerikában is előfordul; e hatalmas, izolált részekből álló területen számos alfaja, illetve változata alakult ki.

## Megjelenése, felépítése
Szárnyának fesztávolsága 28–32 mm; az első szárny felső szegélyének hossza 12–17 mm.
Mindkét nem szárnyának alapszíne ragyogó világoskék – sötét, csaknem fekete, a szárny csúcsterében kiszélesedő szegéllyel. A hím szárnyán ez a szegély egészen  keskeny, a nőstényén jóval szélesebb. A szegélytér rajzolata teljesen hiányzik vagy elmosódott. Mindkét ivar szárnyának fonákja kékesfehér, mivel a fehér alapszínű felületet kék pikkelyek borítják. A sokboglárú lepkékre jellemző rajzolat elemeiként az elülső szárnyon a szegélytérhez igen közel egy sor nyújtott fekete folt foglal helyet; a hátsó szárny fekete pontjai kisebbek.
A második és harmadik nemzedék lepkéi az első nemzedéknél nagyobbak, szárnyaik sötétebbek és lilásabbak, a szárnyak fekete szegélye sokkal szélesebb.
A hernyó alapszíne zöld. Oldalán sárgászöld vagy fehér csík fut végig, hátának mintázata fehér és bíborrózsaszín.

## Életmódja, élőhelye
Főként erdei tisztásokon, parkokban, patakparti bozótosokban tűnik fel. Magyarországon ez a legkorábban megjelenő boglárkalepke: már március végén megjelenik, ezért a Kárpát-medencében évente három nemzedéke repül: 
- március végétől május közepéig;
- június–júliusban, illetve
- augusztus végétől október elejéig.

A magasabb és nedvesebb területeken csak két nemzedéke fejlődik ki.
Kóborlásra hajlamos, a tavaszi, langyos szelekkel távoli területekre is eljut. Sebesen, általában fejmagasságban vagy akár a lombkoronaszint fölött repül. Általában út menti bokrok és sövények magasabb levelein pihen meg.
A tavaszi nemzedék hímjei löszterületeken és mészköves biotópokban sokszor tömegesen szívogatnak állati ürüléken, a kátyúkban vagy a nedves földön. A nyári generáció tagjai legtöbbször
- a különféle aszat (Cirsium) fajok,
- a sédkender (Eupatorium cannabinum) vagy
- a földi bodza (Sambucus ebulus) virágain szívogatnak vagy egyesével ülnek meg a földön. Szívesen táplálkoznak a bodzavirágokon hemzsegő levéltetvek által kiválasztott mézharmattal.

A hímek a nőstényt keresve közben körberepülik a sövényeket és a fákat, be-bekukkantanak a lombok mélyedéseibe, mert a nőstények szeretnek félárnyékos helyeken megülni. Petéiket a hernyó tápnövényének virágrügyeire rakják.
Polifág hernyója a közönséges kutyabengéről (Frangula alnus) kapta nevét, de sokféle növényen megél azok virágrügyeiben. Ezek közül a legjellemzőbbek:
- természetes élőhelyein
  - a közönséges kecskerágó (Euonymus europaeus) és
  - a veresgyűrű som (Cornus sanguinea),
- lakott területeken
  - a közönséges borostyán (Hedera helix) és
  - a közönséges magyal (Ilex aquifolium).

Külföldi megfigyelések szerint a hernyóját olykor hangyák őrzik; méghozzá ezt számos nem:
- Camponotus,
- Crematogaster,
- Formica,
- Lasius és
- Myrmica

dolgozóinál megfigyelték; Magyarországról ilyen észlelés nincs.

## Alfajok, változatok
Alfajai:
- Celastrina argiolus argiolus
- Celastrina argiolus bieneri
- Celastrina argiolus caphis
- Celastrina argiolus cinerea
- Celastrina argiolus echo
- Celastrina argiolus gozora
- Celastrina argiolus hypoleuca
- Celastrina argiolus iynteana
- Celastrina argiolus kollari
- Celastrina argiolus ladon
- Celastrina argiolus ladonides
- Celastrina argiolus lucia
- Celastrina argiolus mauretanica
- Celastrina argiolus sugurui

## Hasonló fajok
A horvát ékesboglárka (Everes alcetas) valamivel kisebb, és hátsó szárnyát farkinca díszíti.